# Table des caractères Unicode/U1720
Cette page contient des caractères spéciaux ou non latins. S’ils s’affichent mal (▯, ?, etc.), consultez la page d’aide Unicode.
Table des caractères Unicode U+1720 à U+173F.

## Hanounóo(Unicode 3.2)
Voyelles indépendantes, consonnes, signes voyelles et pamoudpod de l’écriture alphasyllabaire (ou abugida) hanounóo utilisée aux Philippines, et ponctuations génériques (dandas) des écritures philippines.
Les caractères U+1732 à U+1734 sont des signes diacritiques, qui se combinent avec la lettre qu’ils suivent ; ils sont combinés ici avec la lettre hanounóo ka « ᜣ » (U+1723) à des fins de lisibilité.
Le signe diacritique hanounóo pamoudpod (ou virâma) est similaire au diacritique tagalog (ou baybayin) pamoudpod U+1715).
Les deux caractères U+1734 et U+1735 sont des signes de ponctuation unifiés dans les différentes écritures philippines basées sur un alphasyllabaire brahmique : tagal (ou tagalog, baybayin, alibata), hanounóo, bouhide et tagbanoua (ou tagbanwa) ; ils sont utilisés soit comme des virgules (ou séparateurs de vers en poésie) pour le premier, comme un point de fin de phrase ou terminateur de paragraphe (ou de strophe en poésie) pour le second, et donc non encodés à nouveau dans ces autres écritures. Leur présentation est généralement oblique (assez souvent aujourd'hui et conformément aux styles des lettres, mais on les trouve parfois remplacés par des barres obliques « / » ou « // », comme dans certaines romanisations simples de ces quatre écritures notamment en filipino, le tagalog moderne), mais selon les styles de texte, peut être verticale (comme le simple ou double danda du dévanagarî U+0964 et U+0965, notamment dans les transcriptions anciennes, avec cependant un usage différent dans les écritures indiennes).

### Table des caractères
| en fr  | 0 | 1 | 2 | 3 | 4 | 5 | 6 | 7 | 8 | 9 | A | B | C | D | E | F |  |
| ------ | - | - | - | - | - | - | - | - | - | - | - | - | - | - | - | - |  |
| U+1720 | ᜠ | ᜡ | ᜢ | ᜣ | ᜤ | ᜥ | ᜦ | ᜧ | ᜨ | ᜩ | ᜪ | ᜫ | ᜬ | ᜭ | ᜮ | ᜭ |  |
| U+1730 | ᜰ | ᜱ | ᜣᜲ | ᜣᜳ | ᜣ᜴ | ᜵ | ᜶ |   |   |   |   |   |   |   |   |   |  |